# Невірна (серіал, 2021)
«Невірна» (рос. Неверная) — російськомовний 16-серійний телесеріал 2021 року знятий в Україні. Телесеріал створений компанією «Space Production» на замовлення телеканалу СТБ. Режисером-постановником став Євген Баранов. Адаптація російського серіалу «Подвійна суцільна».
В Україні серіал вийшов на телеканалі СТБ 24 травня 2021 року. В Росії серіал має вийти на телеканалі СТС у 2021 році.

## Синопсис
Підприємиця Олена вже 15 років живе в щасливому шлюбі. Випадок звів її з бізнесменом Олексієм, вона закохалася в нього і згодом таємно одружилася з ним. Все кардинально змінилося: життя у двох будинках на два міста із двома офіційними чоловіками. На п'ятому році подвійного життя Олена вагітніє, і розмірене життя руйнується. Непроста правда розкриваться, що приводить до драматичних наслідків.
|  | На думку продюсерки Дар'ї Легоні-Фіалко цей серіал про «наслідки ухвалених рішень у нашому житті. Кожен крок, який робить Олена, – це вибір. Вибір, який ламає не тільки її життя, але й життя близьких людей. –Такої героїні на українському телебаченні ще не було. І мені особливо цінно, що ми змогли зібрати на проєкті приголомшливу команду». |

## У ролях

### Головні ролі
- Анна Міклош — Олена Сергіївна, підприємиця, що живе на дві родини
- Сергій Стрельников — Євгеній, чоловік та батько дітей, поліцейський
- Віталій Кудрявцев — Олексій, другий чоловік

### Повторювальні ролі
- Тарас Цимбалюк
- Євген Ламах
- Леся Островська
- Юлія Буйновська — Лера
- Єлізар Назаренко — Даня, син
- Віктор Сарайкін — батько Олени, політик
- Лариса Трояновська — мати Олени, домогосподарка
- Дар'я Баріхашвілі
- Тетяна Малкова
- Данило Шевченко
- Олександр Бегма
- Катерина Свириденко
- Сергій Щербин
- Наталя Смирнова — аптекарка
- Ніна Денисова — сусідка
- Олена Якименко — епізод
- Володимир Мельник — полковник Мельник, начальник управління поліції
- Сергій Воляновський — Вадим Федорович Білоус, слідчий

## Сезони та серії
| Сезон | Сезон | Серії | Оригінальні покази | Оригінальні покази |
| Сезон | Сезон | Серії | Прем'єра           | Фінал              |
| ----- | ----- | ----- | ------------------ | ------------------ |
|       | 1     | 16    | 24 травня 2021     | 3 червня 2021      |

1-й сезон
| № серії | Назва серії      | Режисер(и)    | Сценарист(и)                | Оригінальна дата виходу |
| --- | ---------------- | ------------- | --------------------------- | ----------------------- |
| 1 | «1-2-га серії»   | Євген Баранов | Марія Господінова-Громуцька | 24 травня 2021          |
| Олена, гарна дружина, після 15 років щасливого шлюбу з Євгеном зустріла бізнесмена Олексія, якого покохала так само сильно, як законного чоловіка, і таємно побралася з ним. Відтоді в головної героїні два законних чоловіки, дві сім'ї, два будинки у двох містах… 5 років Олені вдається жити подвійним життям… Олена займається мережевим маркетингом і рухається кар'єрними сходами. Її чоловік Євген, з яким вона виховує двох дітей, Леру і Даню, працює слідчим. Олексій — бізнесмен. Олена приділяє час двом чоловікам, пояснюючи це робочими відрядженнями. Звістка про вагітність застає Олену зненацька, дівчина думає про аборт… Олексій дізнається про вагітність дружини, він щасливий! Євген, за збігом обставин, теж дізнається, що Олена вагітна… |                  |               |                             |                         |
| 2 | «2-3-тя серії»   | Євген Баранов | Марія Господінова-Громуцька | 25 травня 2021          |
| Євген розпочинає ремонт і думає про покупку більшої квартири, щоб їм з трьома дітьми було комфортніше. У Жені з батьками Олени непрості відносини, адже батько-політик хоче бачити поруч з дочкою успішнішого чоловіка. Незважаючи на це, переступаючи через себе, Женя просить у батька дружини гроші в борг, тому що коштів на нерухомість не вистачає. На огляді Олені кажуть, що спочатку їй поставили неправильний термін вагітності. Вона починає сумніватися, хто батько дитини. Олена просить Женю здати аналізи, нібито для перевірки на генетичні захворювання. Насправді це тест ДНК, який дозволить з'ясувати, чи є Євген біологічним батьком дівчинки. Женя робить сюрприз Олені і дітям — купує затишну квартиру. Олена дізнається результат тесту — Женя не є батьком дитини. Олена, вирушаючи у відрядження, забуває мобільний вдома. Дочка звертає увагу на постійні дзвінки на номер Олени. Лера читає листування і розуміє, що у мами є коханець… Лера ставить умову мамі — або вона залишить другого чоловіка сама, або ж Лера розповість про зради татові, і вони з братом залишаться з ним. У поїзді Олена намагається допомогти дівчині, на яку напали грабіжники, її штовхають і забирають цінні речі. Олена отримує травму голови, її терміново госпіталізують. Через це починається внутрішня кровотеча, потрібно робити екстрене кесареве. |                  |               |                             |                         |
| 3 | «5-6-та серії»   | Євген Баранов | Марія Господінова-Громуцька | 26 травня 2021          |
| Олена народила недоношену дитину. Вона приховує цей факт від Жені, просить Валерію в цьому допомогти. Валерія каже батькові, що Олена на збереженні в спеціалізованому пологовому будинку, також пояснює, що довелося зробити операцію. Женя вирушає туди. Олена виписується і їде до Олексія. Вона каже чоловікові, що дитина від іншого. Олексій проганяє Олену з малям. Проходить кілька років… У Олексія нова кохана — Поліна. Дівчина чекає дитину, пара починає говорити про весілля, але, виявляється, що Олексій не розлучився. Олена з Женею виховують дітей. Олена намагається повернутися на колишню роботу, але їй дають зрозуміти, що за ці роки багато що змінилося. Олені не можуть запропонувати престижну посаду. Вона просить батька, який планує зайняти крісло мера міста, взяти її на роботу в свій виборчий штаб. Євген розслідує справу про маніяка, який орудує в їх місцевості. Його жертвами стали вже 7 людей! Злочинець проколює шини потерпілим, нападає на них і вбиває. Його мета залишається загадкою для правоохоронних органів. Дружині повідомляють, що знайдена нова жертва злочинця, її ім'я повністю збігається з його дружиною… Невже Олена мертва? |                  |               |                             |                         |
| 4 | «7-8-ма серії»   | Євген Баранов | Марія Господінова-Громуцька | 27 травня 2021          |
| Померла виявляється тезкою Олени. Сама ж Олена усвідомлює, що паспорт загиблої — це її документи, які пропали кілька років тому в поїзді. Над Данею сміються в школі, б'ють його. Женя намагається пояснити синові, що варто давати відсіч. З'являється свідок у справі про маніяка, він дає орієнтир на автівку злочинця. Це елітна іномарка, власник якої — мер міста! Валерія проводить час з сестрою, Катею, і зі зла говорить їй, що Женя — не її батько. Олексія викликають у відділок на розпізнання померлої, адже він, судячи по паспорту, є її чоловіком. Батька Олени шантажує мер, загрожує показати його знімки з молодою коханкою. Сергій вирішує залишити гонку за перемогою. Вдома чоловікові стало зле, його терміново госпіталізують і діагностують серцевий напад. Олена приходить в готель до Олексія, просить його про розлучення. Валерія, помічаючи дивну поведінку мами, вирішує розшукати її екс-коханця. |                  |               |                             |                         |
| 5 | «9-10-та серії»  | Євген Баранов | Марія Господінова-Громуцька | 31 травня 2021          |
| Женя побачив паспорт загиблої дівчини, тезки дружини. Він шокований, адже розуміє, що це паспорт його Олени. Крім того, в ньому він помічає штамп про шлюб. Євген починає копатися в документах і в минулому, шукає ниточки, які можуть все з'єднати. Лєна здогадується, що Жені все відомо… Лєра в важких стосунках з родиною. Дівчина вирішує поїхати в інше місто і знайти роботу. За збігом обставин, вона влаштовується в компанію Олексія. Там Лєра знайомиться з братом Льоші, Максимом, між ними відразу виникає симпатія. Льоші продовжують надходити листи про кредитні заборгованості, які належать, за документами, його загиблій дружині. Женя пропонує Олені провести вечір разом, везе її в ресторан в Ірпені, в якому вона часто зустрічалася з Льошею. Олена пересвідчується, що Женя все знає… |                  |               |                             |                         |
| 6 | «11-12-та серії» | Євген Баранов | Марія Господінова-Громуцька | 1 червня 2021           |
| Олена розповідає Жені всю правду про своє минуле. Чоловік йде. Євген приїжджає до Олексія, щоб з’ясувати деталі зникнення документів його дружини, а крім того, дізнається подробиці їхніх стосунків. Женя приходить до чоловіка, який видав кредити на ім’я Олени… При спробі втекти, підозрюваний падає, отримує травму голови і помирає. Женя знаходить у нього пістолет і забирає собі. У Лєри стається поцілунок з братом Льоші. Олексія затримують. Женя приходить до Льоші додому і підкидає зброю, з якої вбили дівчину. Пістолет знаходять під час обшуку, Льоші загрожує в’язниця…. |                  |               |                             |                         |
| 7 | «13-14-та серії» | Євген Баранов | Марія Господінова-Громуцька | 2 червня 2021           |
| Максим і Поліна приходять на захід до батька Олени. Вони просять Олену допомогти звільнити Льошу. Женя проганяє їх. Олена зі сцени розповідає всім гостям таємниці свого минулого… Татові Олени стає погано, його відвезли в лікарню. Від дівчини ж відвернулися абсолютно всі. Тато не хоче її бачити, мати і діти не розуміють. Лєра дізнається, що Максим – брат Олексія, відштовхує його, хоч і відчуває симпатію. Олена застає Женю з їх подругою. Він виганяє Олену і погрожує забрати дітей. Олена відчуває безвихідь. Вона вирішує стрибнути з моста, але від невірного кроку її рятує дзвінок дочки. Лєра хоче побачитися і каже, що любить її. Розглядаючи знімки з сімейної фотосесії Олени, Олексій починає здогадуватися, що Катя може бути його дочкою. Він прямо запитує Олену про це, вона підтверджує. У Олексія і Олени знову інтимний зв’язок. Льоша вимагає познайомити його з маленькою. Лєна, Льоша і Катя починають таємно бачитися. Олена забирає доньку з дитячого саду і вирушає в Ірпінь до Льоші. Женя, взявши з собою зброю, їде до них … |                  |               |                             |                         |